# Johannes Richter (livmedikus)
Johannes Richter, född i Tyskland, död 1618, var en tysk-svensk livmedikus.
Richter var filosofie och medicine doktor. Han kallades till Sverige  med en särskild rekommendation från den tysk-romerska kejsaren 1602.
Han benämndes hertig Karl Filips arkiater 1613. Åren 1615–1617 var han änkedrottning Kristinas livmedikus. 
"Han åtföljde hertig Karl Filip på dess resa genom Danmark och Tyskland från 2 december 1617 till 3 maj 1618, och förde över denna resa ett diarium, som i original förvaras i riksarkivet och finns i svensk översättning tryckt vid bemälte hertigs leverne av Södra Lönbom, utgivet i Stockholm 1772." 
Han var gift första gången med Eva Sabina von Wilsberg som var av en tysk adlig ätt och gift andra gången med Margareta Jostsdotter. I första äktenskapet blev han far till Henrik Gyllenpistol.